# Джуліан Джексон
Джуліан Джексон (англ. Julian Jackson; 12 вересня 1960, Сент-Томас, Американські Віргінські острови) — американо-віргінський боксер-професіонал, який виступав в 1-й середній і середній вагових категоріях. Чемпіон світу в 1-й середній (версія WBA, 1987—1989) і середній (версія WBC, 1990—1993 і 1995) вагових категоріях. Вважається одним з сильніших панчерів в історії боксу. Журнал «Ринг» в 2003 році поставив його на 25 місце в списку найвеличніших  панчерів в історії.